# Пиколт, Джоди
Джо́ди Линн Пико́лт (англ. Jodi Lynn Picoult, род. 19 мая 1966) — американская писательница. Автор 25 бестселлеров по данным газеты «Нью-Йорк Таймс». В 2003 году удостоена премии The New England Bookseller Award в области художественной литературы. Лауреат премии The Margaret Alexander Edwards Award, учрежденной Американской библиотечной ассоциацией.

## Биография
Родилась и выросла в городе Несконсет, на острове Лонг-Айленд, штат Нью-Йорк, но в возрасте 13 лет переехала в штат Нью-Гэмпшир. Пиколт написала свой первый рассказ «Омар, которого неправильно поняли» в 5 лет. Писательство она изучала в Университете Принстона и получила высшее образование в 1987 году. Издала две коротких истории в журнале «Семнадцать» во время учёбы в колледже. После окончания колледжа она часто меняла работу (от редактирования учебников до преподавания английского языка в восьмом классе).
Джоди Пиколт замужем за Тимом Ван Лиром, с которым познакомилась в 1989 году в колледже. У них трое детей: Саманта, Кайл и Джейк.

## Экранизации
- „Договор“ (The Pact), 2002, (Lifetime Original Movie)
- „Святая правда“ (Plain Truth), 2004, (Lifetime Original Movie)
- „Десятый круг“ (The Tenth Circle»), 2008 (Lifetime Original Movie)
- «Мой ангел-хранитель» (My Sister’s Keeper), 2009, (Feature Films)
- «Жестокие игры» (Salem Falls), 2011, (Lifetime Original Movie)